# Herbert Klang
Herbert Klang (* 1908 in Wien; † unbekannt) war ein österreichischer Eishockeyspieler.

## Karriere
Herbert Klang begann mit dem Eishockeysport in der Jugend des Wiener Eislauf-Verein und kam ab der Saison 1926/27 in der ersten Mannschaft des WEVs zum Einsatz. Mit dem WEV gewann er 1927 bis 1930 viermal in Folge die österreichische Meisterschaft.
In der Saison 1931/32 spielte er zunächst für den EHC St. Moritz, in der Saison 1936/37 für den A.IJ.H.C. „Blue Six“ Amsterdam und später für die DTSG Krakau.
International spielte er für die österreichische Eishockeynationalmannschaft bei den Olympischen Winterspielen 1928 (Platz fünf) und der Eishockey-Europameisterschaft 1929.